# Weisiopsis
Weisiopsis là một chi rêu trong họ Pottiaceae.